# Małgorzata Ohme
Małgorzata Barbara Ohme z domu Sułowska (ur. 16 maja 1979) – polska psycholożka, dziennikarka i prezenterka telewizyjna.

## Życiorys
Ukończyła psychologię społeczną na SWPS w Warszawie.
Była zapraszana do telewizji śniadaniowej jako ekspertka od relacji rodzinnych. Prowadziła programy: Życie od kuchni (2013) w TVP2 i Okiem Ohme (2014) w TLC. Była redaktorką naczelną magazynu dla rodziców „Gaga” (2012–2014) i portalu internetowego mamadu.pl (2015). Prowadzi portal internetowy Oh!Me.
W 2015 rozpoczęła współpracę z telewizjà TVN. Była jurorką w programie rozrywkowym Aplauz, aplauz! (2015) oraz współprowadziła programy TVN 7: Big Brother (2019) i Kto odmówi pannie młodej? (2020), a także Dzień dobry TVN (2019–2023). Od 2017 współpracuje z serwisem internetowym Onet.pl; była redaktorką naczelną portalu kobieta.onet.pl (2017–2021) i prowadziła program Onet w domu (2020), a od 2022 jest jedną z gospodyń programu Onet Styl Życia. Od lata 2023 prowadzi autorski podcast Lajf noł makeup (w którym przeprowadza wywiady z celebrytami) i program Kafka’15 (w którym rozmawia z innymi kobietami i ekspertami m.in. w dziedzinie psychologii).
Od czerwca 2025 prowadzi program Rozmowy nocą w TVP Info.

## Życie prywatne
Jest córką Jerzego i Barbary Sułowskich. Ma dwie  przyrodnie siostry, Natalię i Julitę, z pierwszego małżeństwa ojca. Wychowała się w Sandomierzu.
Do 2015 była związana z psychologiem Rafałem Ohme, z którym ma dwoje dzieci: Jerzego i Klarę.

## Publikacje
Współtworzyła cztery książki:
- Dowód dojrzałości, Wydawnictwo Ridero
- Co z tym życiem?, Wydawnictwo Muza
- Droga do samodzielności. Jak wspomagać rozwój dzieci i młodzieży z ograniczeniami sprawności, Gdańskie Wydawnictwo Psychologiczne
- Przebudzone. Droga do świadomego życia, Wydawnictwo Luna